# The Ivory Snuff Box
The Ivory Snuff Box is een Amerikaanse dramafilm uit 1915 onder regie van Maurice Tourneur.

## Verhaal
De Amerikaanse spion Richard Duvall werkt in Parijs voor de Franse geheime dienst. Hij wordt er verliefd op Grace Ellicot. Op de dag van hun bruiloft wordt hij op missie uitgestuurd om een geheime code op te halen, die verborgen zit in een ivoren snuifdoos. Hij reist naar Groot-Brittannië om er de Franse ambassadeur te ontmoeten. Daar verneemt hij van de dienstbode dat de ambassadeur vermoord is en de code verdwenen. Het spoor leidt naar het Brusselse sanatorium van dokter Hartmann, die ervan wordt verdacht voor de Duitsers te spioneren.

## Rolverdeling
| Acteur          | Personage       |
| --------------- | --------------- |
| Holbrook Blinn  | Richard Duvall  |
| Alma Belwin     | Grace Ellicot   |
| Norman Trevor   | Dokter Hartmann |
| Robert Cummings | Politieprefect  |